# Social Distortion
A Social Distortion egy kaliforniai punk/rock együttes. 1978-ban alakultak a kaliforniai Fullertonban. Főleg a Sex Pistols ihlette őket, de a Rolling Stones is nagy hatást gyakorolt rájuk. Első nagylemezüket 1983-ban jelentették meg. Lemezkiadóik: 13th Floor Records, Posh Boy Records, Restless Records, Epic Records, Time Bomb, Epitaph Records. Punk rock együttesként kezdték karrierjüket, az évek alatt azonban áttértek a punk további műfajaira illetve rock műfajokra, pl.: cowpunk, pop-punk, punk blues, heartland rock, rockabilly.

## Tagok
- Mike Ness - ének, gitár (1978-)
- Jonny Wickersham - gitár, vokál  (2000-)
- Brent Harding - basszusgitár, vokál  (2004-)
- David Hidalgo Jr. - dobok, ütős hangszerek (2010-)
- David Kalish - billentyűk (2011-)

## Diszkográfia

### Stúdióalbumok
- Mommy's Little Monster (1983)
- Prison Bound (1988)
- Social Distortion (1990)
- Somewhere Between Heaven and Hell (1992)
- White Light, White Heat, White Trash (1996)
- Sex, Love and Rock'n'Roll (2004)
- Hard Times and Nursery Rhymes (2011)